# Haplochromis brownae
Espèce
Synonymes
- Astatotilapia brownae (Greenwood, 1962)[1]
- Haplochromis stanleyi (non Boulenger, 1906)[1]

Statut de conservation UICN

 CR (Possibly Extinct) C2a(ii) : 
En danger critique
Haplochromis brownae est une espèce de poissons de la famille des Cichlidés.

## Répartition
Cette espèce est endémique du lac Victoria en Afrique. Elle n'a été observée que sur les territoires de la Tanzanie et de l'Ouganda mais pas au Kenya qui possède pourtant une partie du lac.